# Picidae

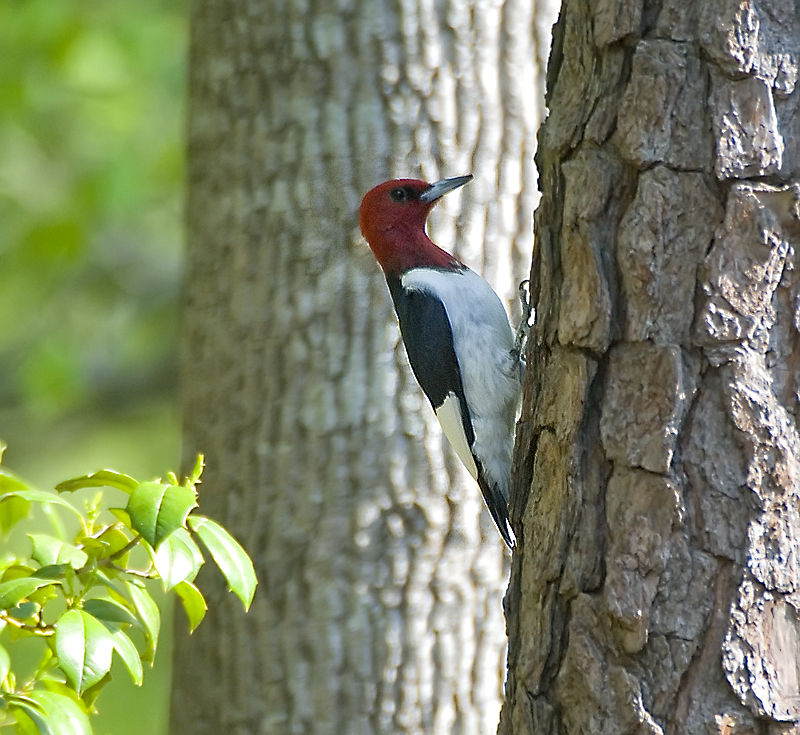
Pájaro carpintero cabecirrojo (Melanerpes erythrocephalus).

Los pícidos (Picidae) son una gran familia de aves del orden de las Piciformes que incluye 218 especies conocidas popularmente como pájaros carpinteros, carpinteritos, picapalos, (Uruguay) pitos, picos, picamaderos, picatroncos, picapinos, chupasavias y torcecuellos. Tienen una distribución cosmopolita, con la excepción de Australia, Madagascar y las regiones polares extremas. Pueden ser sedentarias o migratorias; muchas especies permanecen en la misma área durante años, mientras que otras viajan grandes distancias desde sus zonas de reproducción a las zonas de invernada.

## Descripción
El tamaño de las aves de esta familia varía entre los 20 y los 60 cm. El plumaje de la mayoría de las especies es predominantemente verde brillante, morado y naranja, aunque muchos carpinteritos muestran cierta cantidad de amarillo y rosa. En los pájaros carpinteros muchas especies muestran partes rojas y beige en la cabeza y el abdomen. Los miembros de la familia Picidae tienen fuertes picos, para taladrar y tamborilear en los árboles, y lenguas finas, puntiagudas y con pequeñas cerdas, para extraer la comida. Los picos de los pájaros carpinteros son habitualmente más fuertes, largos y afilados que los de los carpinteritos y torcecuellos, aunque su morfología es muy similar.
Tanto los pájaros carpinteros como los carpinteritos y torcecuellos que viven en África poseen pies zigodáctilos, es decir, con cuatro dedos, dos apuntando hacia delante y dos hacia atrás. Esta distribución de los dedos es muy útil para asirse a las ramas y troncos de los árboles en los que viven.
El carpintero bellotero (Melanerpes formicivorus), para tener alimento en el invierno, guarda una provisión de bellotas suficientes, para lo cual practica orificios en los árboles, donde guarda solamente una bellota en cada agujero, de tal modo que practican miles de agujeros en los troncos de los árboles. También clavan con fuerza el alimento en la madera y vigilan que otros pájaros no se los roben.
El pito negro (Dryocopus martius) es uno de los pájaros carpinteros más grandes del mundo. Puede taladrar hasta 15 cm en la madera buscando comida.
El carpintero imperial (Campephilus imperialis) era la mayor ave del mundo de esta familia. Medía 60 cm, se alimentaba de gusanos, larvas e insectos y habitaba la Sierra Madre Occidental de México. Esta ave, hoy probablemente extinta, fue en algún momento considerada endémica, hasta que la tala indiscriminada de los árboles en donde habitaba lo llevaron a su desaparición.
En Veracruz, México a las aves piciformes se les conoce como chéjere y en la zona de la Huasteca como  chénchere.
Las especies de esta familia poseen la capacidad de picotear veinte veces por segundo y doce mil veces al día en total; pueden hacer esto porque cuentan con un hueso detrás de su pico y delante de su cerebro que les permite el resorte. Asimismo, tienen un hueso hioides conectado con las fosas nasales que cubre su cráneo y que tiene una función de cinturón de seguridad, y así no sufren anomalías al picotear.

## Conducta

### Comida
Se alimentan de insectos, gusanos y larvas que pueden encontrar durante todo el año, capturándolos bajo la corteza o perforando el interior de los árboles o de los troncos caídos. Los invertebrados que constituyen la mayor parte de su dieta son termitas, larvas de hormigas y larvas de escarabajos.

### Reproducción

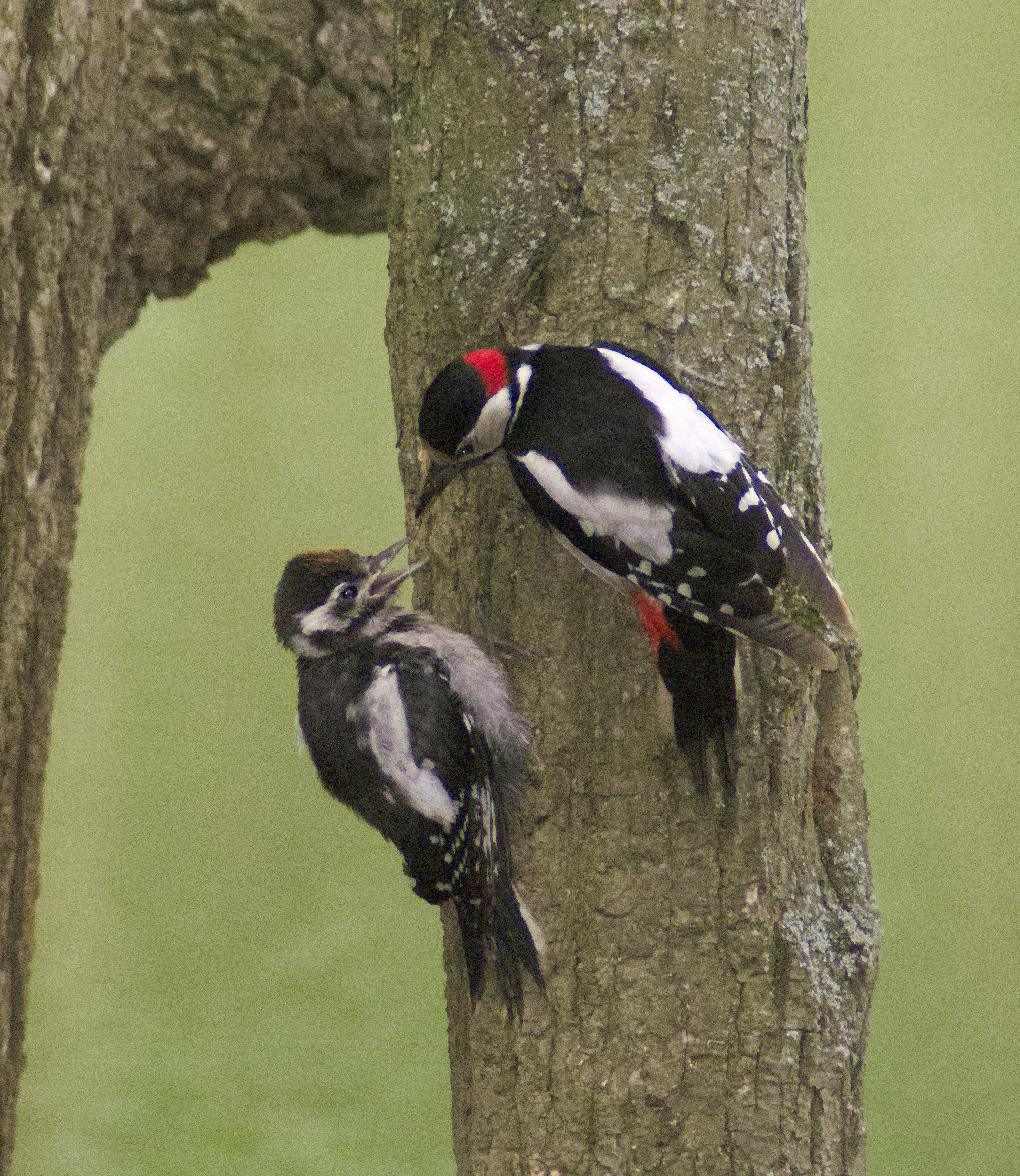
Un pájaro carpintero alimenta a un pollito en el bosque Bitsevsky

Todas las especies de la familia Picidae anidan en cavidades. Los pájaros carpinteros y los carpinteritos excavan sus propios nidos. Los nidos excavados normalmente sólo están forrados con los trocitos de madera producidos mientras se construía el agujero. Muchas especies de pájaro carpintero excavan un nido por temporada. Lleva aproximadamente un mes el terminar el trabajo. Los nidos abandonados son usados por otras muchas aves y animales.
Los miembros de la familia Picidae son típicamente monógamos. La pareja trabaja junta para construir el nido, incubar los huevos y sacar adelante al polluelo. No obstante, en la mayoría de las especies, el macho realiza la mayor parte de la excavación del nido, y realiza el turno de noche al incubar los huevos. Una nidada consiste típicamente en 2 a 5 huevos, los cuales son blancos y redondeados. Los huevos son incubados durante unos 11 a 16 días antes de la eclosión. Luego el pollo tardará unos 18 a 30 días antes de estar listo para abandonar el nido.

## Subfamilias - géneros y especies

### Subfamilia Jynginae (torcecuellos)

#### Jynx
- Jynx torquilla - torcecuello euroasiático;
- Jynx ruficollis - torcecuello africano.

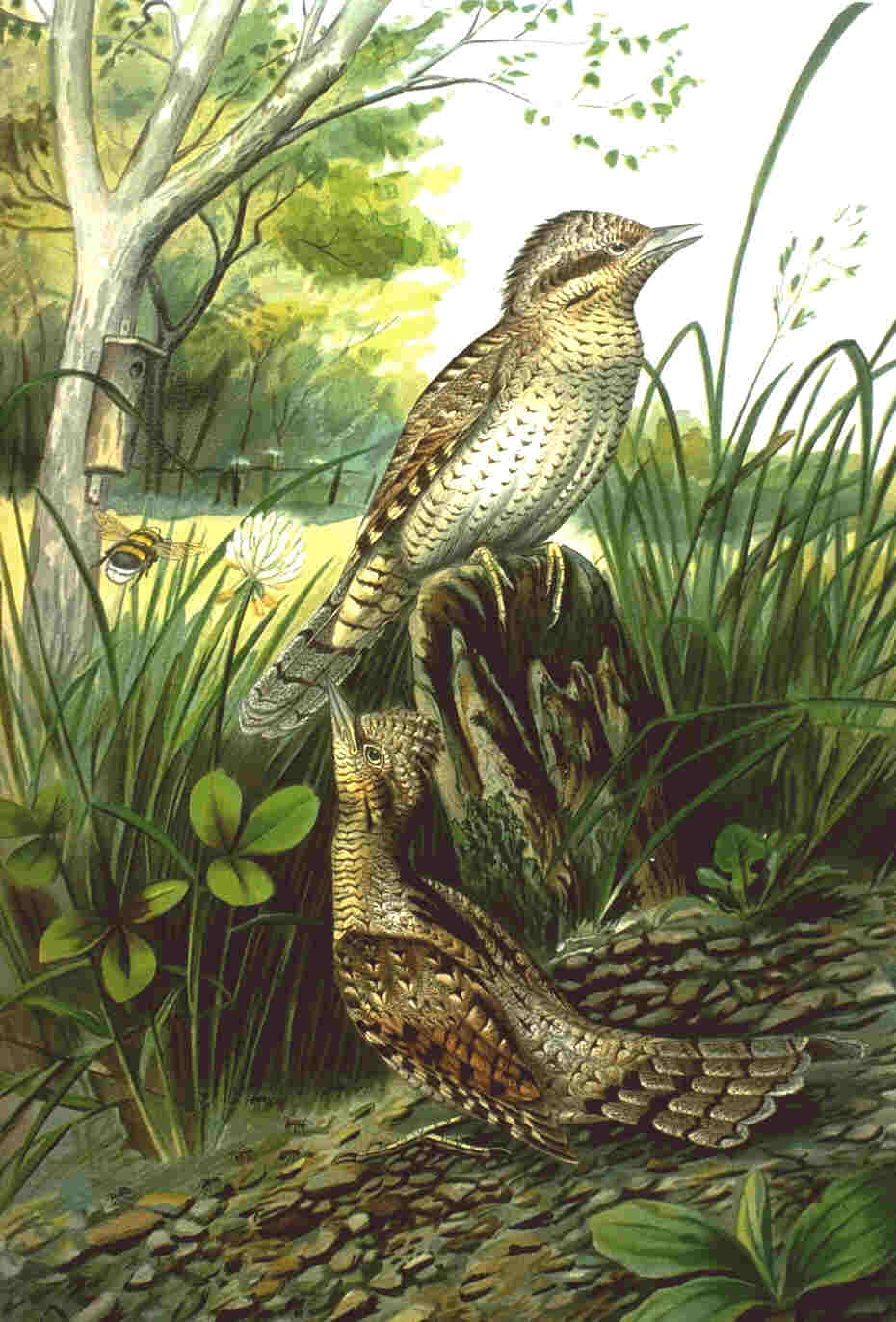
Dibujo de torcecuellos euroasiáticos (Jynx torquilla).

### Subfamilia Picumninae (carpinteritos)
Picumnus
- Picumnus innominatus - carpinterito moteado;
- Picumnus aurifrons - carpinterito del Amazonas;
- Picumnus pumilus - carpinterito del Orinoco;
- Picumnus lafresnayi - carpinterito de Lafresnaye;
- Picumnus exilis - carpinterito telegrafista;
- Picumnus nigropunctatus - carpinterito punteado;
- Picumnus sclateri - carpinterito ecuatoriano;
- Picumnus squamulatus - carpinterito escamoso;
- Picumnus spilogaster - carpinterito ventriblanco;
- Picumnus minutissimus - carpinterito de Guayana;
- Picumnus pygmaeus - carpinterito ocelado;
- Picumnus steindachneri - carpinterito perlado;
- Picumnus varzeae - carpinterito de las Várzeas;
- Picumnus cirratus - carpinterito variable;
- Picumnus dorbygnianus - carpinterito boliviano;
- Picumnus temminckii - carpinterito cuellicanela;
- Picumnus albosquamatus - carpinterito albiescamoso;
- Picumnus fuscus - carpinterito cuellirrufo;
- Picumnus rufiventris - carpinterito ventrirrufo;
- Picumnus fulvescens - carpinterito canela;
- Picumnus limae - carpinterito de Ceará;
- Picumnus nebulosus - carpinterito uruguayo;
- Picumnus castelnau - carpinterito blancuzco;
- Picumnus subtilis - carpinterito de Cuzco;
- Picumnus olivaceus - carpinterito oliváceo;
- Picumnus granadensis - carpinterito colombiano;
- Picumnus cinnamomeus - carpinterito castaño.

Sasia
- Sasia africana - carpinterito africano;
- Sasia abnormis - carpinterito malayo;
- Sasia ochracea - carpinterito cejiblanco.

Nesoctites
- Nesoctites micromegas - carpinterito antillano.

### Subfamilia Picinae (carpinteros)
Melanerpes

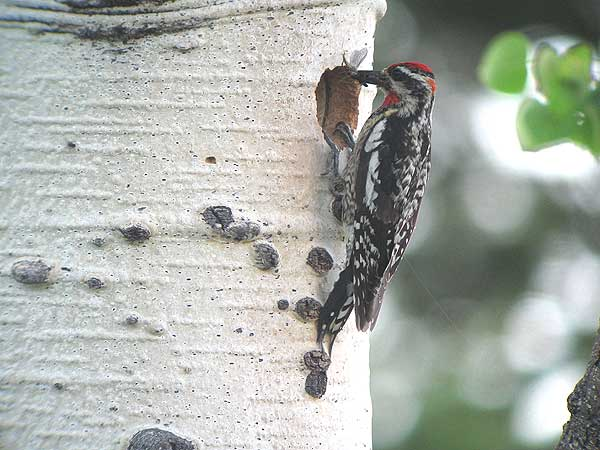
Sphyrapicus nuchalis.

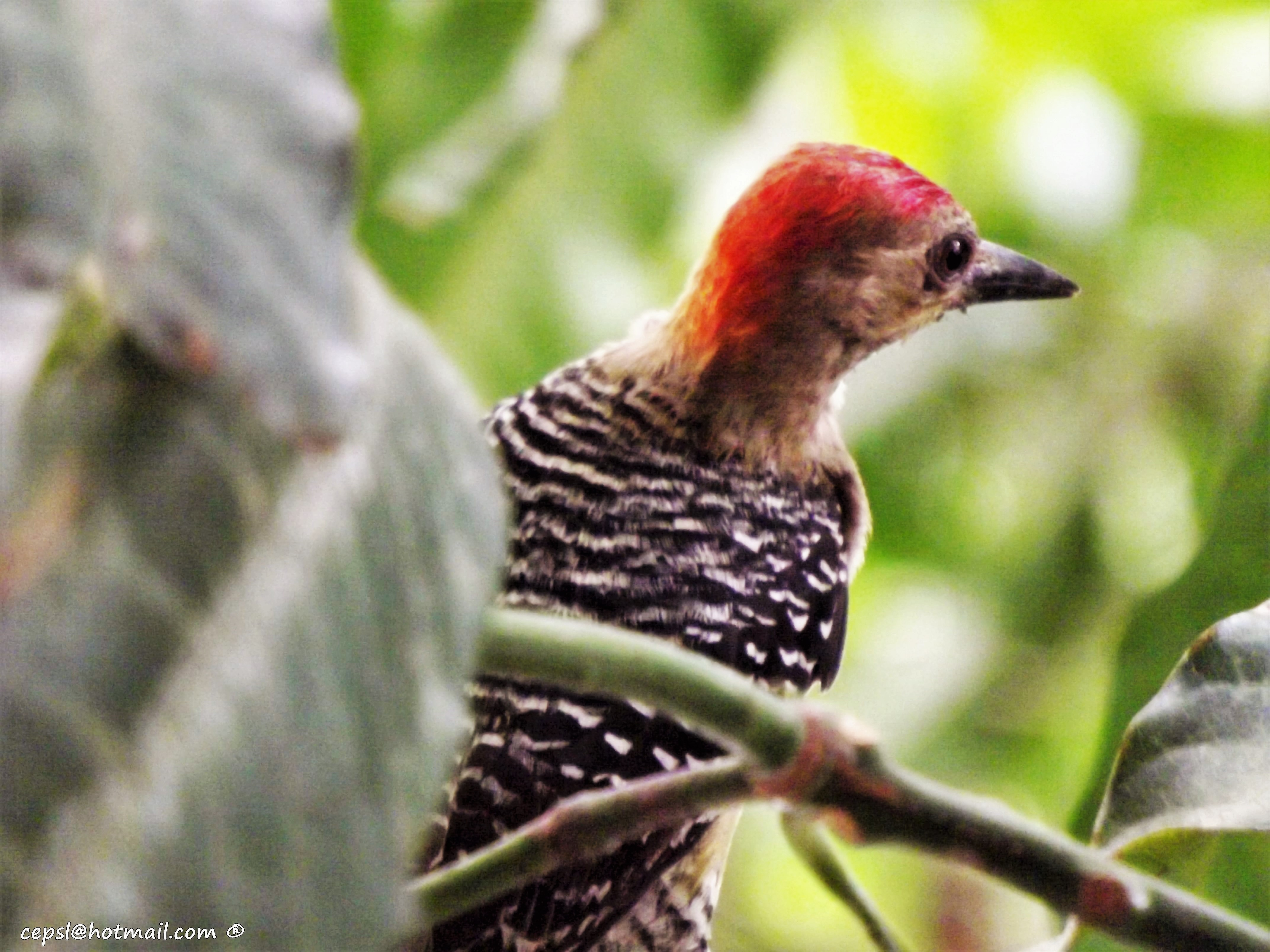
Carpintero habado Melanerpes rubricapillus

- Melanerpes candidus - carpintero blanco;
- Melanerpes lewis - carpintero de Lewis;
- Melanerpes herminieri - carpintero de la Guadalupe;
- Melanerpes portoricensis - carpintero puertorriqueño;
- Melanerpes erythrocephalus - carpintero cabecirrojo;
- Melanerpes formicivorus - carpintero bellotero;
- Melanerpes pucherani - carpintero centroamericano;
- Melanerpes chrysauchen - carpintero nuquigualdo;
- Melanerpes cruentatus - carpintero azulado;
- Melanerpes flavifrons - carpintero arcoíris;
- Melanerpes cactorum - carpintero de los cardones;
- Melanerpes striatus - carpintero de la Española;
- Melanerpes radiolatus - carpintero jamaicano;
- Melanerpes chrysogenys - carpintero cariamarillo;
- Melanerpes hypopolius - carpintero pechigrís;
- Melanerpes pygmaeus - carpintero yucateco;
- Melanerpes rubricapillus - carpintero coronirrojo;
- Melanerpes uropygialis - carpintero del Gila;
- Melanerpes carolinus - carpintero de Carolina;
- Melanerpes superciliaris - carpintero antillano;
- Melanerpes aurifrons - carpintero frentidorado;
- Melanerpes hoffmannii - carpintero de Hoffmann.

Sphyrapicus (chupasavias)
- Sphyrapicus varius - chupasavia norteño;
- Sphyrapicus nuchalis - chupasavia nuquirrojo;
- Sphyrapicus ruber - chupasavia pechirrojo;
- Sphyrapicus thyroideus - chupasavia oscuro.

Xiphidiopicus
- Xiphidiopicus percussus - carpintero tajá.

Campethera
- Campethera punctuligera - pito salpicado;
- Campethera nubica - pito de nubia;
- Campethera bennettii - pito de Bennett;
- Campethera scriptoricauda - pito de Tanzania;
- Campethera abingoni - pito colidorado;
- Campethera mombassica - pito de Mombasa;
- Campethera notata - pito de Knysna;
- Campethera maculosa - pito de Guinea;
- Campethera cailliautii - pito de Cailliaud;
- Campethera tullbergi - pito de Tullberg;
- Campethera nivosa - pito nevado;
- Campethera caroli - pito orejipardo.

Geocolaptes
- Geocolaptes olivaceus - pito terrestre.

Dendropicos
- Dendropicos obsoletus - pico dorsipardo;
- Dendropicos elachus - pito saheliano;
- Dendropicos poecilolaemus - pito cuellipinto;
- Dendropicos abyssinicus - pito abisinio;
- Dendropicos fuscescens - pito cardenal;
- Dendropicos lugubris - pito lúgubre;
- Dendropicos gabonensis - pito del Gabón;
- Dendropicos stierlingi - pito de Stierling;
- Dendropicos namaquus - pito namaqua;
- Dendropicos pyrrhogaster - pito ventrirrojo;
- Dendropicos xantholophus - pito coronado;
- Dendropicos elliotii - pito de Elliot;
- Dendropicos goertae - pito gris occidental;
- Dendropicos spodocephalus - pito gris oriental;
- Dendropicos griseocephalus - pito oliváceo.

Yungipicus
- Yungipicus temminckii - pico de Célebes;
- Yungipicus nanus - pico crestipardo;
- Yungipicus canicapillus - pico crestigrís;
- Yungipicus maculatus - pico filipino;
- Yungipicus ramsayi - pico de las Sulu;
- Yungipicus moluccensis - pico de la Sonda;
- Yungipicus kizuki - pico kizuki.

Leuconotopicus
- Leuconotopicus borealis - pico de Florida;
- Leuconotopicus fumigatus - carpintero ahumado;
- Leuconotopicus arizonae - pico de Arizona.
- Leuconotopicus stricklandi - pico de Strickland;
- Leuconotopicus villosus - pico velloso;
- Leuconotopicus albolarvatus - pico cabeciblanco.

Leiopicus
- Leiopicus mahrattensis - pico mahratta.

Dendrocoptes
- Dendrocoptes dorae - pico árabe;
- Dendrocoptes auriceps - pico frentipardo;
- Dendrocoptes medius - pico mediano.

Dryobates
- Dryobates nuttallii - pico de Nuttall;
- Dryobates pubescens - pico pubescente;
- Dryobates scalaris - pico mexicano;
- Dryobates minor - pico menor;
- Dryobates cathpharius - pico pechirrojo;
- Dryobates pernyii - pico pechicarmesí.

Dendrocopos
- Dendrocopos hyperythrus - pico ventrirrufo;
- Dendrocopos macei - pico de Macé;
- Dendrocopos analis - pico pechimoteado;
- Dendrocopos atratus - pico estriado;
- Dendrocopos darjellensis - pico de Darjeeling;
- Dendrocopos himalayensis - pico del Himalaya;
- Dendrocopos assimilis - pico del Sind;
- Dendrocopos syriacus - pico sirio;
- Dendrocopos major - pico picapinos;
- Dendrocopos leucopterus - pico aliblanco;
- Dendrocopos auriceps - pico frentipardo;
- Dendrocopos noguchii - pico de Okinawa;
- Dendrocopos leucotos - pico dorsiblanco.

Picoides

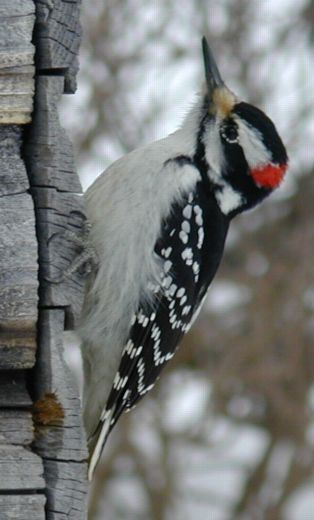
Carpintero velloso mayor (Picoides villosus).

- Picoides tridactylus - pico tridáctilo euroasiático;
- Picoides dorsalis - pico tridáctilo americano;
- Picoides arcticus - pico ártico.

Veniliornis
- Veniliornis callonotus - carpintero escarlata;
- Veniliornis dignus - carpintero ventriamarillo;
- Veniliornis nigriceps - carpintero ventribarrado;
- Veniliornis passerinus - carpintero chico;
- Veniliornis frontalis - carpintero de las Yungas;
- Veniliornis spilogaster - carpintero manchado;
- Veniliornis lignarius - carpintero bataraz grande;
- Veniliornis mixtus - carpintero bataraz chico;
- Veniliornis sanguineus - carpintero sanguíneo;
- Veniliornis kirkii - carpintero culirrojo;
- Veniliornis chocoensis - carpintero del Chocó;
- Veniliornis cassini - carpintero cebra;
- Veniliornis affinis - carpintero teñido;
- Veniliornis maculifrons - carpintero orejigualdo.

Piculus
- Piculus simplex - carpintero alirrufo;
- Piculus callopterus - carpintero panameño;
- Piculus litae - carpintero de Lita;
- Piculus leucolaemus - carpintero gorgiblanco;
- Piculus flavigula - carpintero gorgigualdo;
- Piculus chrysochloros - carpintero verdiamarillo;
- Piculus aurulentus - carpintero cejigualdo.

Colaptes
- Colaptes atricollis - carpintero peruano;
- Colaptes punctigula - carpintero moteado;
- Colaptes melanochloros - carpintero real;
- Colaptes auratus - carpintero escapulario;
- Colaptes chrysoides - carpintero de California;
- Colaptes fernandinae - carpintero churroso;
- Colaptes pitius - carpintero pitío;
- Colaptes rupicola - carpintero andino;
- Colaptes campestris - carpintero campestre;
- Colaptes rubiginosus - carpintero oliváceo;
- Colaptes rivolii - carpintero candela;
- Colaptes auricularis - carpintero cabecigrís.

Celeus

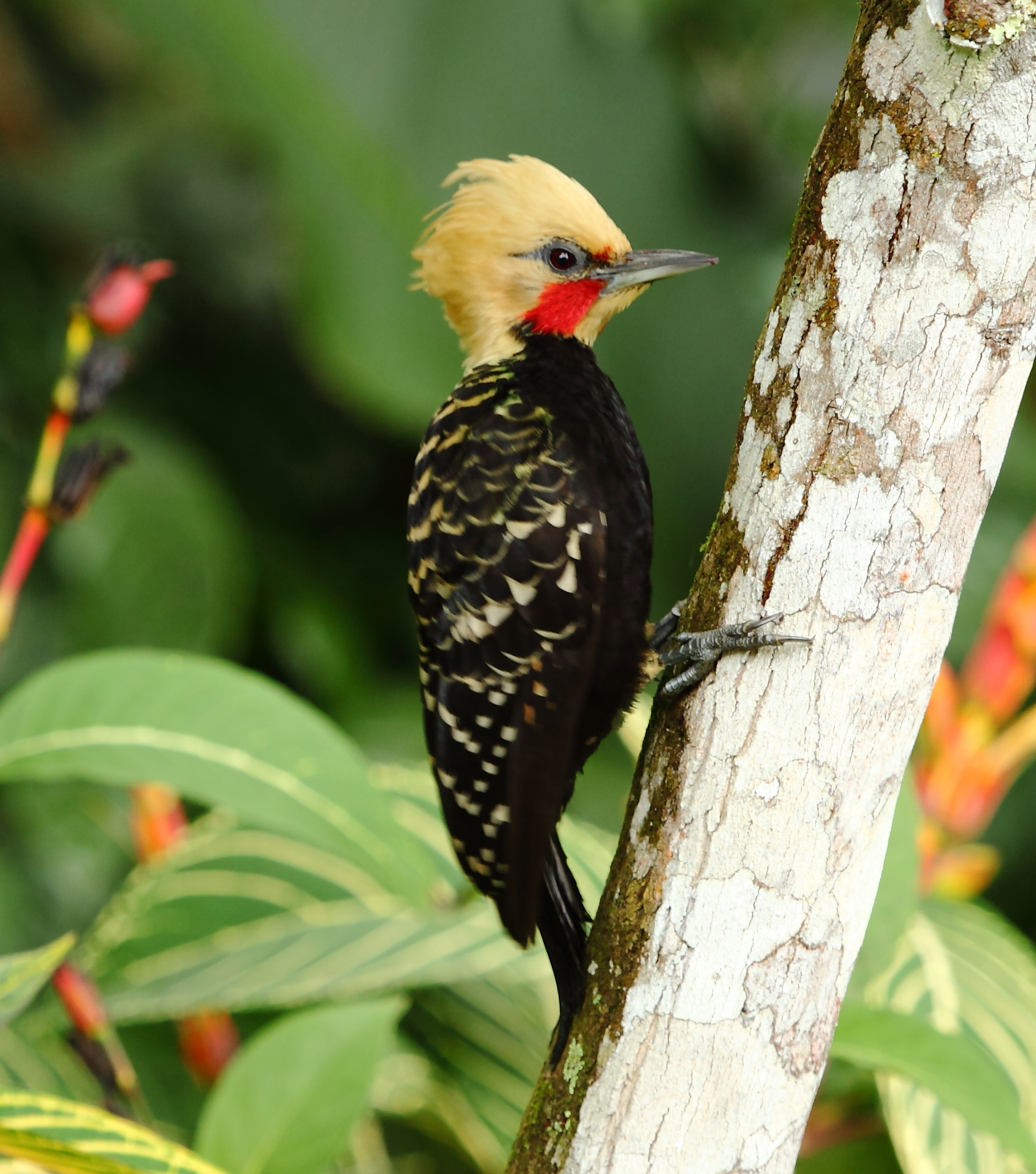
Celeus flavescens.

- Celeus loricatus - carpintero canelo;
- Celeus grammicus - carpintero rojizo;
- Celeus undatus - carpintero ondoso;
- Celeus castaneus - carpintero castaño;
- Celeus elegans - carpintero elegante;
- Celeus lugubris - carpintero lúgubre;
- Celeus flavescens - carpintero amarillento;
- Celeus flavus - carpintero amarillo;
- Celeus spectabilis - carpintero cabecirrufo;
- Celeus torquatus - carpintero pechinegro;
- Celeus obrieni - carpintero de la caatinga.

Micropternus
- Micropternus brachyurus - carpintero rufo.

Dryocopus

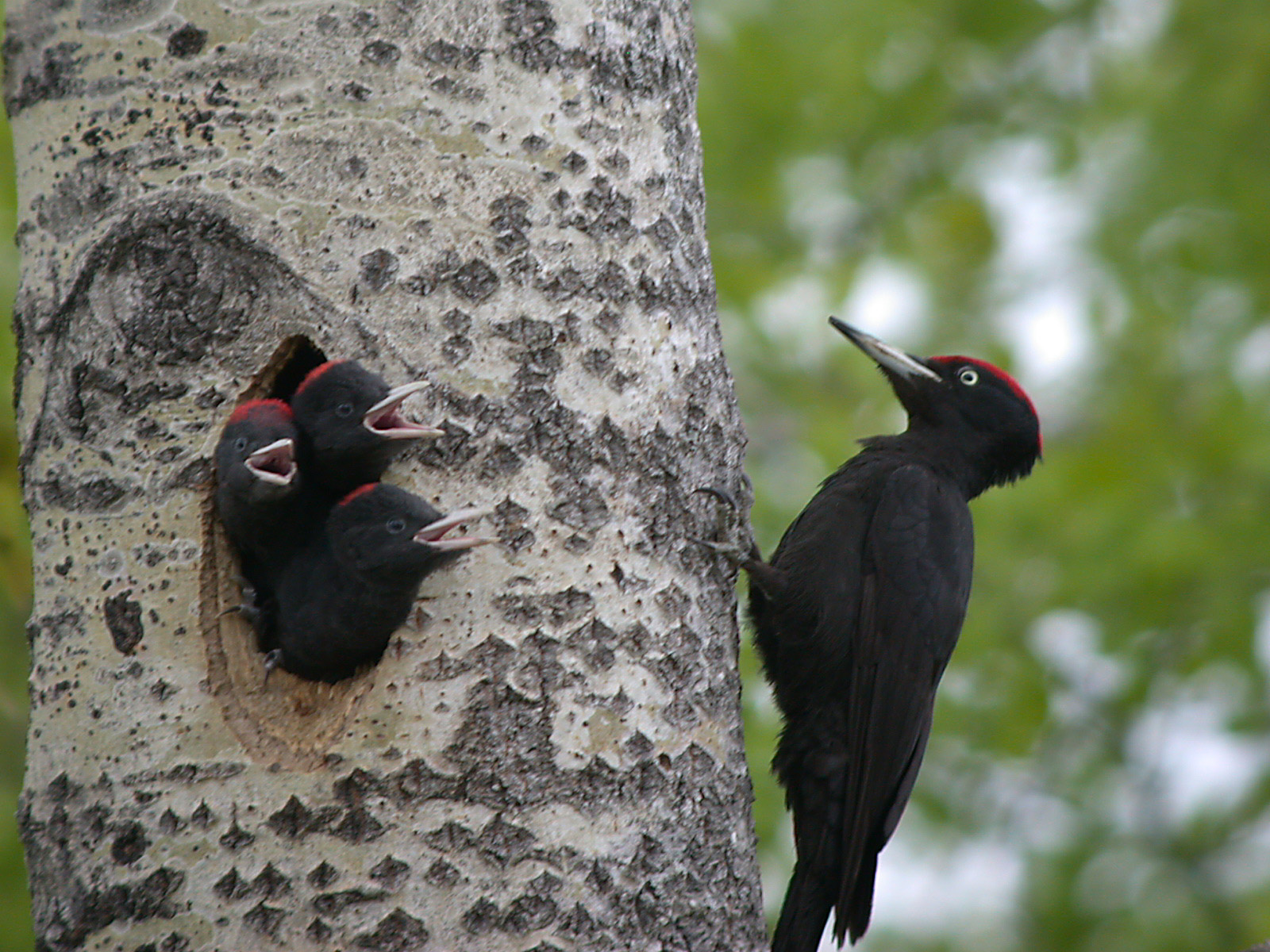
Pito negro (Dryocopus martius).

- Dryocopus galeatus - picamaderos caricanelo;
- Dryocopus pileatus - picamaderos norteamericano;
- Dryocopus lineatus - picamaderos listado;
- Dryocopus schulzi - picamaderos chaqueño;
- Dryocopus javensis - picamaderos ventriblanco;
- Dryocopus hodgei - picamaderos de andamán;
- Dryocopus martius - picamaderos negro.

Campephilus
- Campephilus pollens - picamaderos poderoso;
- Campephilus haematogaster - picamaderos ventrirrojo;
- Campephilus rubricollis - picamaderos cuellirrojo;
- Campephilus robustus - picamaderos robusto;
- Campephilus guatemalensis - picamaderos piquiclaro;
- Campephilus melanoleucos - picamaderos barbinegro;
- Campephilus gayaquilensis - picamaderos de Guayaquil;
- Campephilus leucopogon - picamaderos dorsiblanco;
- Campephilus magellanicus - picamaderos de Magallanes;
- Campephilus imperialis - picamaderos imperial (probablemente extinto);
- Campephilus principalis - picamaderos picomarfil (se lo creía extinto - pero fue visto en Arkansas —Estados Unidos— en 2004).

Chrysophlegma
- Chrysophlegma miniaceum - pito miniado;
- Chrysophlegma mentale - pito gargantilla;
- Chrysophlegma flavinucha - pito nuquigualdo.

Picus
- Picus chlorolophus - pito crestigualdo;
- Picus puniceus - pito alirrojo;
- Picus viridanus - pito verdoso;
- Picus vittatus - pito colinegro;
- Picus xanthopygaeus - pito culigualdo;
- Picus squamatus - pito escamoso;
- Picus awokera - pito japonés;
- Picus viridis - pito real;
- Picus sharpei - pito ibérico;
- Picus vaillantii - pito de Levaillant;
- Picus rabieri - pito vietnamita;
- Picus erythropygius - pito cabecinegro;
- Picus canus - pito cano.

Dinopium
- Dinopium rafflesii - pito dorsioliva;
- Dinopium shorii - pito de Shore;
- Dinopium javanense - pito culirrojo;
- Dinopium benghalense - pito bengalí.

Chrysocolaptes
- Chrysocolaptes festivus - pito dorsiblanco;
- Chrysocolaptes lucidus - pito sultán.

Gecinulus
- Gecinulus grantia - pito del bambú norteño;
- Gecinulus viridis - pito del bambú sureño.

Sapheopipo
- Sapheopipo noguchii - pito de Okinawa.

Blythipicus
- Blythipicus rubiginosus - pito herrumbroso;
- Blythipicus pyrrhotis - pito orejirrojo.

Reinwardtipicus
- Reinwardtipicus validus - pito dorsinaranja.

Meiglyptes
- Meiglyptes tristis - pito triste;
- Meiglyptes jugularis - pito blanquinegro;
- Meiglyptes tukki - pito tukki.

Hemicircus
- Hemicircus concretus - pito colicorto;
- Hemicircus canente - pito de corazones.

Mulleripicus (picatroncos)
- Mulleripicus fulvus - picatroncos de Célebes;
- Mulleripicus funebris - picatroncos filipino;
- Mulleripicus pulverulentus - picatroncos pizarroso.